# Краснокутский дендропарк
Краснокутский дендропарк — один из старейших дендропарков Украины, история которого насчитывает более 200 лет. Предположительно, основан в 1793 году. Расположен в живописной местности Харьковской области на окраине посёлка Краснокутск в селе Основинцы. Подчинён Краснокутской станции садоводства. Заложил парк помещик Иван Назарович Каразин, брат основателя Харьковского университета.
Сначала Краснокутский дендропарк был памятником архитектуры местного значения — охранный № 717 Списка памятников, утверждённого решением Харьковского областного исполнительного комитета от 5 марта 1992 года. Впоследствии парк получил статус памятника садово-паркового искусства общегосударственного значения, ныне исследователи пытаются получить для него статус национального парка.

## Характеристика

### Композиция парка
За основную композиционную ось Краснокутского дендропарка принят водораздел оврага, который постепенно переходит в широкую балку. На днище оврага расположены пруды, дамбы, ручьи. Склоны сформированы террасами, дорожки обустроены с учётом возможности осмотра пейзажей и композиций из различных растений. Единственная широкая аллея дендропарка, обсаженная елями, проходит по его южной окраине и начинается сразу у главного входа.
В парке есть два пруда, три пруда-отстойника, четыре источника — колодцы с водой. На восточной стороне оврага сохранились подземные ходы.
Деревья в дендропарке в основном размещены группами и тщательно подобраны. Голубые и серебристые сосновые посажены на фоне, который подчёркивает их цвет. Поляны и отдельные дорожки обсажены ярко цветущими кустами. Вьющиеся растения украшают беседки, перголы, отдельные деревья и специально построенную для этого вышку.
На верхнем пруду есть небольшой остров, насыпанный ещё во времена Каразина — так называемый «Остров любви», который соединён с основной дорожкой мостиком. Сегодня на нём выложены из камня два кольца и установлена беседка. Среди молодожёнов Краснокутска, Основинцев и других сёл района есть традиция обязательно посещать этот остров и фотографироваться на нём после регистрации брака в ЗАГСе.
На этом же пруду цветут лотосы — красные, розовые, лимонные, кремовые и белые. Также на прудах живут лебеди, а у центрального входа за оградой — семейство косуль (с 2010 года лебеди и косули в дендропарке не наблюдаются). Всего в коллекции парка исследователи насчитывают три десятка представителей фауны — это ежи, совы, филины, белки. Водится здесь много соловьёв, голубей, скворцов, синиц, дроздов и других птиц. Иногда залетают иволги и удоды. А из соседних лесов в парк забредают косули и дикие кабаны, изредка можно встретить куницу. В озёрах водятся карпы, караси, вьюны, раки.
На рубеже тысячелетий в дендропарке также стали появляться деревянные фигуры — работы Краснокутского художника и скульптора: учёный кот, белка, Баба-Яга с хижиной, Змей Горыныч, леший и другие.
По периметру парк окружён высокими деревьями, которые остались от бывшего леса или были посажены ещё при строительстве парка и защищают дендропарк от суховеев летом и холодного ветра зимой, а пруды и источники увлажняют и охлаждают воздух летом, что создаёт здесь особый микроклимат.

### Почвы
Глубокая балка террасы, где расположен дендропарк, стоит на плотных суглинках.
Основа почвенного покрова — тёмно-серые подзолистые почвы. На участке в центре парка и ниже второго пруда, а также на второй террасе северного склона, где земля обильно орошается источниками, встречаются чернозёмно-луговые гумусные почвы.

### Климат
Климат Краснокутского района, на территории которого расположен дендропарк, умеренно континентальный. Зима начинается в середине ноября, тогда преобладает облачная погода, относительная влажность увеличивается до 80-90 %. Снежный покров сохраняется в среднем 100—110 дней. Зимой выпадает около 20-25 % годового количества осадков, преимущественно в виде снега. Зима с частыми оттепелями, иногда настолько интенсивными, что поверхность земли остаётся вообще без снега. Самый холодный месяц — январь, абсолютный минимум — 40 °C. Нестабильная погода зимнего периода очень затрудняет перезимовку многолетних растений дендропарка.
Весна начинается в последних числах марта. В апреле возможно понижение ночной температуры до −10-15 °C. Весна часто затяжная и сопровождается возвращением холода, бывают снегопады, отчего растения дендропарка тоже страдают.
Лето начинается в середине мая. Оно тёплое, умеренное, иногда жаркое, с небольшим числом осадков. Самый тёплый месяц — июль, максимальная температура — +39 °C. Продолжительность вегетационного периода — 198 дней.

## История

### Предыстория

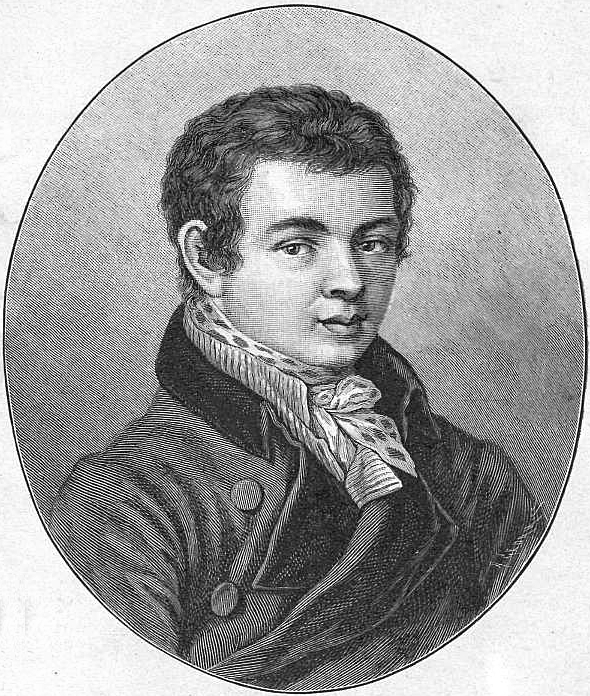
Василий Назарович Каразин — брат основателя парка

В 1654 году, через три года после основания Краснокутска, над местом, где позже будет дендропарк, среди вековых дубов был основан Петропавловский мужской монастырь, построенный казаками, которые одними из первых поселились на этих землях. Также они выкопали два глубоких пруда (сохранились и по сей день — в самом центре дендропарка) и разветвлённую сеть подземных ходов, в которых казаки-монахи прятались во время нашествия крымских татар.
В «Полном географическом описании нашего Отечества» (том «Малоросія» М. 1908), очевидно на основе фундаментального труда Филарета (Гумилевского), сказано: «В трёх верстах от города, на правом же берегу Мерла, близ небольшого села Чернетчина находился Петропавловский — Краснокутский монастырь, построенный в 70-х годах XVII столетия заднепровским полковником Иваном Штепою; последний приняв к себе нескольких монахов, сделался игуменом монастыря; по смерти его игуменом был его сын. Монастырь был ограждён деревянной стеной, и в нём было два деревянных храма; один, главный — во имя св. Петра и Павла, а другой — трапезный — в честь Рождества Богородицы, Упразднением в 1786 году монастыря, Петропавловский храм с превосходной иконописью был перенесён в Краснокутск, где и находится до наших дней».
Таким образом, легенды о расположении монастыря в Основинцах, равно как и существование подземных ходов, вырытых для укрытия от крымских татар, есть вымысел. Вероятнее всего, подземные ходы, выложенные кирпичом, представляют собой погреба, сооружённые по указанию Каразина для обслуживания большого хозяйства имения и парка.
В 1768 году монастырские земли и строения вместе с прилегающим хутором Основинцы императрица Екатерина II подарила полковнику Назару Александровичу Каразину за его заслуги в русско-турецкой войне 1768—1774 годов.
Для тех времён Назар Каразин был очень образованным человеком — знал пять языков. На Украине он женился на Варваре Яковлевне, дочери Якова Ивановича Коваленко, казачьего сотника Харьковского полка. Оба их сына прославили эти земли, дендропарк также появился благодаря братьям Каразиным.
Старший сын отставного полковника — Василий Назарович Каразин известен как основатель Харьковского университета, а Иван Назарович Каразин основал дендропарк. После смерти Назара Александровича Каразина Варвара Яковлевна вышла замуж за Андрея Ивановича Ковалевского — отчима Василия и Ивана. Семья проживала в Панивановке (совр. Сковородиновка). В их имении, окружённый теплом и заботой скончался Г. С. Сковорода.

### Основание дендропарка
Наследство Назара Каразина было разделено между его сыновьями, Иван Каразин получил монастырские земли и хутор Основинцы. В 1793 году он задумал и основал дендропарк, выделив под него 17 гектаров земли. Часть этих земель была занята дубовым лесом, отдельные экземпляры которого растут в парке и сейчас, некоторым уже более 300 лет.
Разбивая дендропарк, Иван Каразин использовал природный рельеф, провёл мелиоративные работы, построил террасы, сохранившиеся до наших дней, провёл работы по отводу воды, подготовил два пруда.

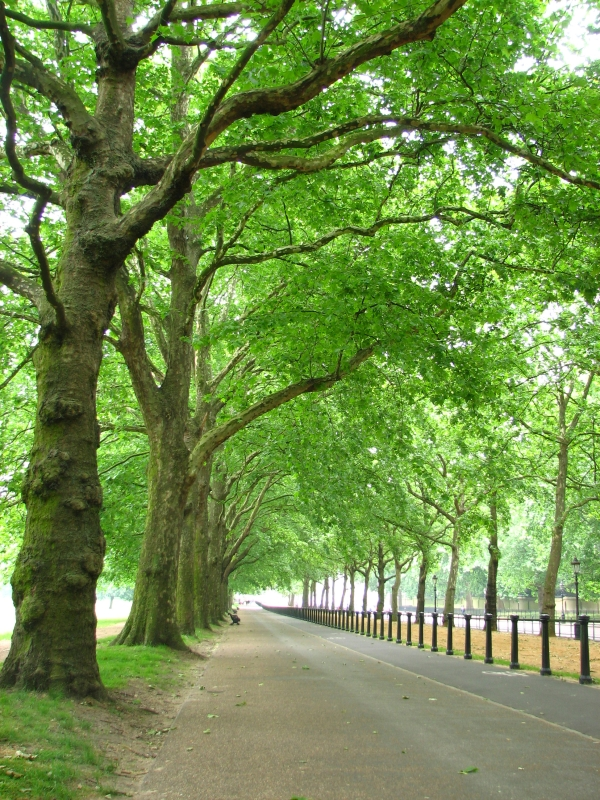
Платан

В центре парка, ниже верхнего пруда, была сооружена четырёхугольная площадка, окружённая неглубоким рвом. Вода из источника протекала по рву, увлажняя воздух и почву. Площадка был защищена от ветров и хорошо освещалась солнцем. Это место Иван Каразин выбрал для акклиматизации теплолюбивых и влаголюбивых растений. А для фауны, которой нужна ещё большая влага и дополнительное орошение, использовал выровненную часть оврага за нижним прудом. Субтропические растения выращивались в оранжерее.
Братья Каразины много путешествовали и после каждой поездки привозили домой редкие деревья. Они собрали сотни пород деревьев, кустов, цветов. Растения привозились из Японии, Китая, Америки, Канады, Бразилии, Мексики и европейских стран.
Среди многих хлопот Василия, связанных с открытием Харьковского университета, было создание ботанического сада. Поэтому он выписывал из-за границы редкие породы деревьев и кустов. Некоторые экземпляры он отправил в Основинцы.
25 мая 1803 года Иван Каразин посадил канадский тополь, который называли «ровесником Харьковского университета».
По данным 1833 года, в дендропарке Ивана Каразина уже произрастали 202 вида декоративных растений и около 600 сортов плодово-ягодных. 50 из них до этого на Украине не росли. Среди них — клён, акация, платан, софора. Растения прижились в Краснокутском дендропарке и начали своё путешествие по всей Украине. Например, американский клён впервые на Украине появился именно в Основинцах. А всем известная белая акация распространилась по стране тоже благодаря Каразину. Её семена Иван Назарович выписывал из Версаля — сразу после того, как её привёз с американского континента садовник короля Людовика XVIII.
Особое внимание Иван Назарович уделял хвойным деревьям, семена которых он получал благодаря помощи профессора Харьковского университета барона Фёдора Биберштейна.
За работу по обогащению флоры Харьковских земель ценными в хозяйственном и декоративном отношениях растениями Петербургское Императорское Общество по поощрению лесного хозяйства наградило Ивана Каразина Золотой медалью.
Умер Иван Назарович в 1836 году, на 56 году жизни из-за несчастного случая. Похоронен в живописном уголке созданного им дендропарка.

### Расцвет

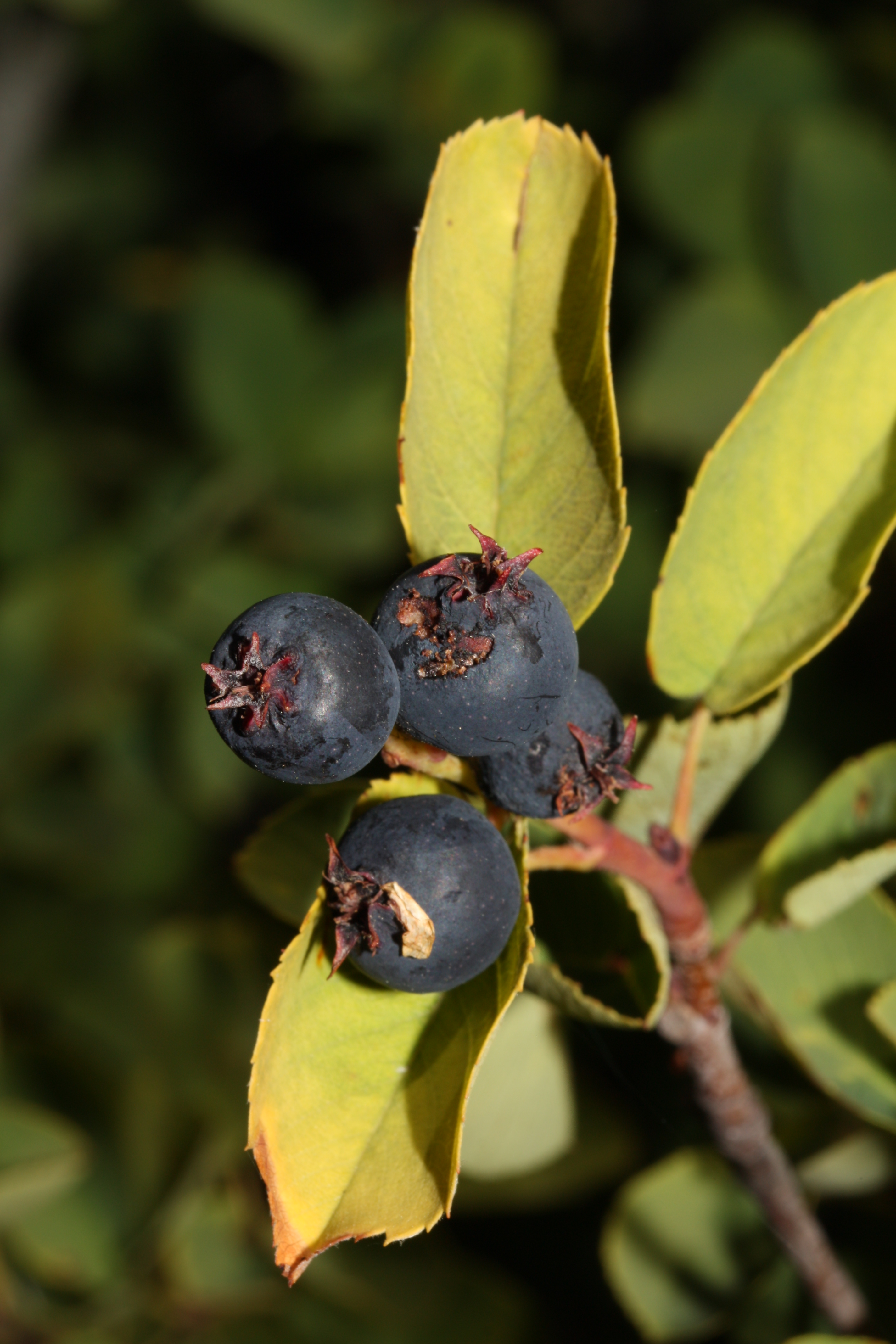
Ирга, введённая в культуру в Краснокутском дендропарке И. И. Каразиным

С 1858 года работу в дендропарке продолжил сын Каразина — Иван Иванович: он увеличил его площадь до 46 га, довёл количество видов декоративных растений до 540, а плодовых — почти до 1000. Он ввёл в культуру такие растения как кизил кавказский, облепиха, ирга, кавказская травянистая бузина, маньчжурская ежевика, дикая маслина — кормовая база для птиц и пчёл. В 1895 году рассадники Ивана Каразина дали около 100 тысяч саженцев дикой маслины.
Он не только продолжил работы по акклиматизации древесных и кустарниковых пород растений, но и начал работы по их селекции, ввёл в культуру многие новые для Левобережной Украины растения, в том числе голубую и серебристую ели, морозостойкие персики, теплолюбивые сорта груш и яблок.
Иван Каразин создал большой питомник плодовых, ягодных и декоративных культур, причём выращивал саженцы также для крестьянских усадеб по доступной цене, а то и бесплатно, чем заслужил себе уважение. Поэтому не случайно, что и сегодня здесь до сих пор работает Краснокутская опытная станция садоводства.
Украинский драматург Марк Кропивницкий, живший на хуторе Терновом, ныне в Шевченковский район Харьковской области, в письме композитора Николая Аркаса от 27 марта 1908 года писал: «У меня хорошие сорта с Каразинского сада».
Иван Каразин выписывал для своего питомника семена, черенки и саженцы из разных губерний России и из-за рубежа. Вёл переписку со многими учёными, публиковал свои статьи в сельскохозяйственных журналах, экспонаты из его сада были представлены на выставках.
Свой обобщённый опыт об особенностях акклиматизации растений в условиях Краснокутского дендропарка Иван Иванович Каразин изложил в докладе на торжественном собрании Московского общества акклиматизации в 1891 году. За эту работу Общество присудило ему большую золотую медаль, такую же награду он получил и от Французского общества акклиматизации.
Организационный комитет первой южнороссийской выставки садоводства и растениеводства, организованной в 1900 году, высоко оценил заслуги сада Каразиных. Глава выставки, профессор Н. И. Кичунов писал про Ивана Каразина и его сад:
Экспонент владеет чудесным и единственным в своём роде в империи акклиматизационным садом на хуторе Основинцы.
Ивану Каразину была присуждена главная премия — Почётный приз города Харьков, в виде серебряного кубка на серебряном подносе с надписью: «За представленные экспонаты и за выдающиеся заслуги по акклиматизации растений».
Плоды Каразинского сада выставлялись и на осеннем конкурсе плодов Европы в Париже в 1901 году, где также получили награды.
В записке управляющего харьковской уездной канцелярией на имя Министра финансов от 1903 года указано:
В течение целого столетия Каразины, не жалея трудов и денежных затрат, приобрели для своих питомников в заграничных и русских садовых заведениях и от частных лиц сорта плодовых деревьев и кустарников, которые почему-либо заслуживали внимания, но распространяли их лишь после многолетнего испытания».
Умер Иван Иванович Каразин 13 сентября 1903 года, похоронен в дендропарке, рядом с отцом.
Воспоминания о работе Ивана Каразина в начале 70-х годов XIX века на Харьковском мировом съезде оставил его друг, Александр Кони:
Среди богодуховских судей был один, тёплые воспоминания о котором живут в моей душе. Иван Иванович Каразин, племянник знаменитого основателя Харьковского университета, соединил в себе с любящей простотой русского сердца чрезвычайно редкую у нас настойчивость в преследовании своих целей и упорство в труде. Целями его были добро родной земли. Под его красивой, мужественной наружностью и мягким, связанным с незлобивым юмором обращением, скрывались черты настоящего пионера цивилизации. Кто видел этот сад, где были акклиматизированы разнообразнейшие и редкие растения, этот прекрасный оазис среди степей — и кто вспомнил при этом, что всё это дело самоотверженного и бескорыстного труда одного человека, тот не мог не поклониться почтенному старцу, в глазах которого светился огонь молодой энергии…

### Упадок
После революции 1917 года парк перешёл во владение Харьковской областной сельскохозяйственной опытной станции. За следующие несколько лет он сильно пострадал и в последующие десятилетия подвергался постепенному разрушению. Место захоронений Ивана Назаровича и Ивана Ивановича Каразина в 1930-х годах было уничтожено. Православные кресты и ангелы были разбиты, а куски надгробных плит из белого мрамора разобрали местные хозяйки на гнёты для квашения капусты.
Захоронение Ивана Назаровича Каразина вандалы не раскопали, но могилы его невестки Лидии и сына Ивана уничтожили полностью. Прах Ивана Ивановича, генерала юстиции, вынули из гроба и срезали с генеральского мундира золотые пуговицы. Позже удалось восстановить лишь захоронения отца и сына, могилы Лидии теперь в дендропарке нет. Между прочим, досталось от большевиков и её дочери. Девушка успешно сдала экзамены в Харьковский университет, основанный её дедом, но как только в приёмной комиссии узнали, что перед ними родственница помещика, указали на дверь. Чтобы получить высшее образование она уехала в Среднюю Азию, где о Каразиных никто ничего не знал, а вернулась уже после Великой Отечественной войны.
В 1921 году было принято решение о ликвидации бывшего имения Каразиных в Красном Куте и перевозки остатков зданий для оборудования агрохимического пункта. Этим же решением остатки уничтоженного пожаром кирпично-черепичного завода Каразиных было решено «употребить для устройства в Красном Куте каланчи, пожарных сараев, бани и прочего».
Парк очень сильно пострадал и в годы Великой Отечественной войны. Были вырублены многие экзотические растения, значительные площади заросли сорняками. Лианы и другие вьющиеся растения разрослись, образовав непроходимые чащи. Пострадали защитные лесные насаждения, были разрушены колодцы и плотины, заилились и превратились в болота пруды, погибли рассадники.

### Восстановление
Дендропарк начал возрождаться лишь в 1957 году. К этому времени в нём оставалось всего около 180 ценных видов деревьев и кустов. Впоследствии его видовой состав пополнился до 350 растений. Наладился обмен семенами с ботаническими садами СССР, издавались также каталоги семян. В 1960 году взят под охрану государства.
После реорганизации Краснокутской опытной станции садоводства, в состав которой вошёл дендропарк, началось его дальнейшее восстановление и расширение. В первую очередь, он получил нынешнее название — Краснокутский дендропарк. А в конце 1980-х годов усилиями директора Краснокутской опытной станции садоводства Виктора Алексеевича Кибкало надгробные плиты Каразиных были восстановлены. Их установили в дендропарке, неподалёку от верхнего пруда. На могиле Ивана Ивановича Каразина отчеканено стихотворение, посвящённое ему другом Александром Кони:
Здесь нет оград и вычурных крестов, полно всё величавой простотою,

И прах детей, и прах отцов с любовью взят родной землёю.

Чудесный сад шумит кругом, вещая непрерывность жизни.

И смерть является лишь сном средь дорогой для них Отчизны.
Киевские энтомологи, исследуя дендропарк, обнаружили новый для науки вид совки и назвали её Exochus karazinii Tolkaniz, в честь основателя парка, Ивана Назаровича Каразина.
А селекционеры Краснокутской опытной станции садоводства (А. Я. Берендей, В. А. Кибкало, В. А. Бибик) создали новый сорт яблони и назвали его в честь семьи Каразиных — Каразинские.
В 1993 году дендропарк отпраздновал своё 200-летие. Краснокутская опытная станция садоводства — главный организатор и устроитель праздника, приложила значительные усилия, чтобы восстановить и облагородить парк. На празднование также приезжали потомки Каразиных.

## Растительность парка

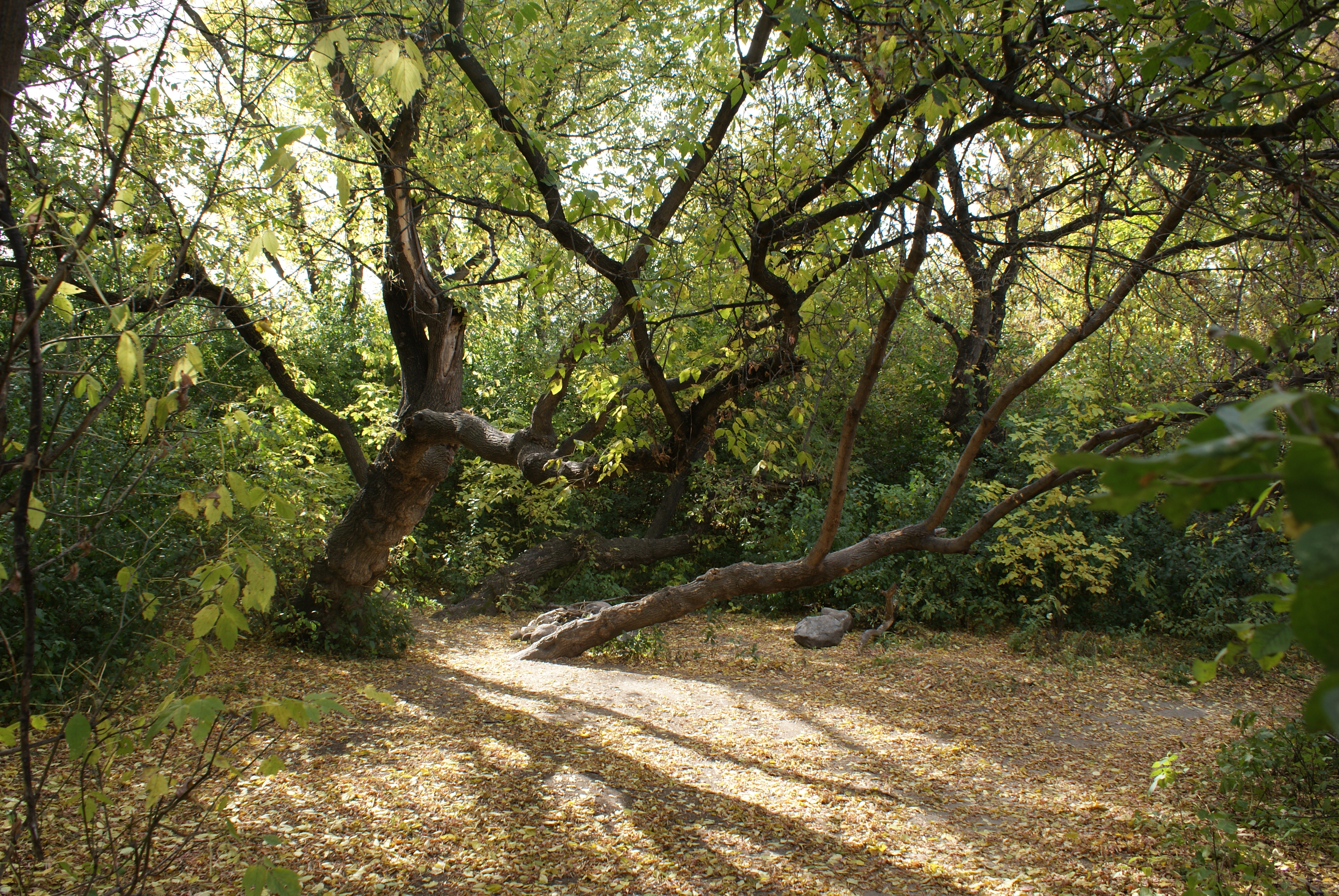
Клён ясенелистный — один из более чем 300 видов растений парка

До наших дней в Краснокутском дендропарке сохранилось более 300 видов редких растений. У входа в парк растёт японская софора. Впервые этот вид был завезён сюда в 1809 году. Рядом растёт ликёрная рябина и пробковое дерево. Учредители парка первыми на Украине начали прививать деревья. Недалеко от входа можно увидеть привитую форму обыкновенной рябины — плакучую.
Рядом с рябиной растёт куст лианы, далее белые ели, барбарисы, айлант высочайший, можжевельник виргинский, завезённый в 1809 году из Америки. Здесь растут корабельное, карандашное и даже уксусное деревья. Самый высокий экземпляр достигает в высоту 46 метров, есть и «карлики» высотой менее одного метра.
В парке также сохранился сахарный клён, сибирская сосна, американская липа, огромная пихта, посаженная ещё Каразиными, высокие сибирские пихты, их ещё называют мачтовыми деревьями, в России времён царствования Петра I из них делали мачты для кораблей. А с помощью ягодного тиса, растущего здесь, во времена Ивана Грозного людей отправляли на тот свет. Чаши, сделанные из этого дерева, отравляли любой напиток.
Есть в дендропарке гигантский серебристый клён, который растёт здесь с 1805 года. Его привезли канадцы, приглашённые на открытие Харьковского университета. Теперь серебристых клёнов на Украине уже сотни тысяч, и все они корнями отсюда. Также из Краснокутского дендропарка разошёлся по всем губерниям красный клён, чёрная и красная ели, каштаны, канадский и бальзамический тополь, кизил, облепиха, платан и многие другие растения.
Напротив могил основателей парка, отца и сына Ивана Назаровича и Ивана Ивановича Каразиных, растёт ель и платан западный, в народе его называют бесстыдница. Впервые на Украине он поселился именно здесь.
Также в дендропарке создан один из первых и самых известных национальных центров интродукции и акклиматизации ценных декоративных растений, а вместе с ним и огромный плодовый питомник, благодаря которому на Слобожанщине появилось множество садов. Только яблонь и груш у Каразиных было до 200 сортов, а ещё 100 — слив, 70 — вишен, 20 — винограда.